# 숀 존스턴

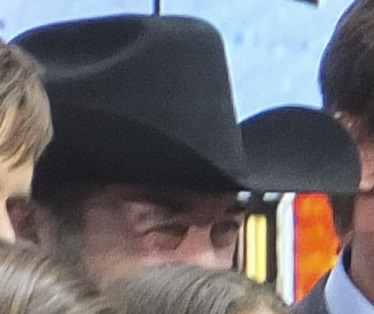

숀 존스턴(Shaun Johnston, 1958년 9월 9일 ~ )은 캐나다의 배우, 텔레비전 배우, 영화배우이다.

## 영화
- 스크리머스:더헌팅 (2009년)
- 메이어소어프 (2008년)
- 캐롤라이나 문 (2007년)
- 내 심장을 운디드 니에 묻어다오 (2007년)
- 셉템버 돈 (2006년)
- 브로큰 트레일 (2006년)
- 머메이드 체어 (2006년)
- 인투 더 웨스트 (2005년)
- 크리스마스 브레싱 (2005년)
- 프렌드 오브 더 패밀리 (2004년)
- 칙스 위드 스틱스 (2004년)
- 진저 스냅 2 (2004년)
- 힛처 2(영어판) (2003년)
- 듀 이스트 (2002년)
- 인스펙트 (1998년)
- 사일런트 크래들 (1997년)
- 미스 베어 (1997년)
- 제시의 위험한 선택 (1996년)
- 제3의 눈 (1995년)
- 하우 더 웨스트 워즈 펀 (1994년)